# Enginyer d'àudio

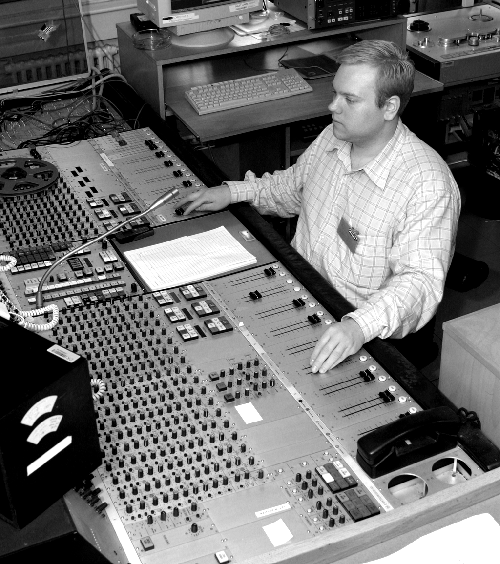
Un enginyer d'àudio en una consola d'àudio.

Un enginyer d'àudio (també conegut com a enginyer de so o enginyer de gravació) ajuda a produir una gravació o una actuació en directe, equilibrant i ajustant les fonts de so mitjançant efectes d'equalització i àudio, barreja, reproducció, i reforç de so. Els enginyers d'àudio treballen en "l'aspecte tècnic de la gravació—la col·locació de micròfons, els comandaments de pre-amplifició, la configuració dels nivells. La gravació física de qualsevol projecte la realitza un enginyer" És una afició i una professió creativa on s'utilitzen instruments i tecnologia musicals per produir so per a cinema, ràdio, televisió, música, i videojocs. Els enginyers d'àudio també configuren, comproven el so i fan mescles de so en directe mitjançant una taula de mescles i un sistema de reforç de so per a concerts de música, teatre, jocs esportius i esdeveniments corporatius.
Alternativament, l'enginyer d'àudio pot referir-se a un científic o enginyer professional que tingui una llicenciatura en enginyeria i que dissenyi, desenvolupi i construeixi tecnologia d'àudio o musical treballant en termes com ara enginyeria acústica, enginyeria/elèctrica electrònica o processament de senyal (musical).

## Recerca i desenvolupament
Els enginyers d'àudio que treballen en recerca i desenvolupament inventen tecnologies noves, equips i tècniques, per millorar el procés i l'art de l'enginyeria d'àudio. Poden dissenyar sales acústiques, algoritmes per al processament de senyal d'àudio, especificar els requisits per sistemes de megafonia, dur a terme recerca en so audible per a fabricants de videojocs, i altres camps avançats en enginyeria d'àudio. També es podrien anomenar enginyers acústics.

### Educació
Enginyers d'àudio que treballen en recerca i el desenvolupament poden provenir d'àmbits com l'acústica, la informàtica, l'enginyeria de difusió, la física, l'enginyeria acústica, l'enginyeria elèctrica i l'electrònica. Els cursos d'enginyeria de l'àudio a la universitària es divideixen en dues categories aproximades: (i) formació en l'ús creatiu d'àudio com a enginyer de so, i (ii) formació en temes de ciència o d'enginyeria, el qual permet els estudiants aplicar aquests conceptes mentre persegueixen un desenvolupament de tecnologies d'àudio professional. Els cursos de formació en l'àudio proporcionen coneixement de tecnologies i la seva aplicació a estudis de gravació isistemes reforç de so, però no tenen suficient contingut matemàtic i científic per permetre a algú obtenir feina en recerca i desenvolupament en la indústria de l'àudio i l'acústica.

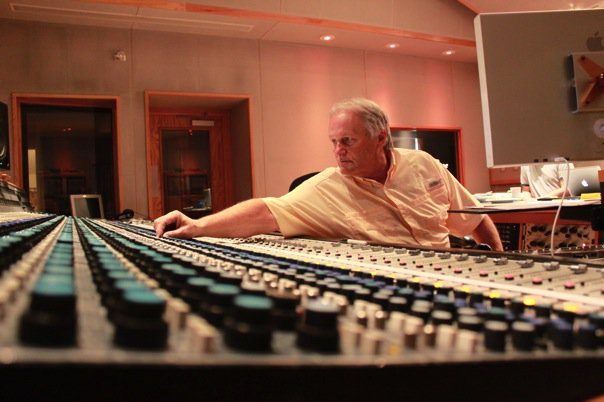
Destacat enginyer d'àudio Roger Nichols en una consola de gravació Neve d'època.

Enginyers d'àudio dins la recerca i el desenvolupament normalment solen tenir un títol de batxiller, un màster o una titulació superior en acústica, física, informàtica o una altra disciplina d'enginyeria. Podrien treballar en consultoria acústica, especialitzant-se en acústica arquitectònica. Alternativament, podrien treballar en empreses d'àudio (p. ex. fabricants d'auriculars), o altres indústries que necessiten experiència en àudio (p. ex., fabricants d'automòbils), o fer recerca en una universitat. Algunes posicions, com professorat (personal acadèmic) requereixen un doctorat en filosofia. A Alemanya, un Toningenieur és un enginyer d'àudio que dissenya, construeix i repara sistemes d'àudio.

### Subdisciplines
Les subdisciplines llistades es basen en la codificació PACS (Física i Classificació d'Astronomia Esquema) que utilitza l'Acoustical Societat d'Amèrica amb certa revisió.

#### Processament de senyal de l'àudio
Els enginyers d'àudio desenvolupen algoritmes de processament de senyals d'àudio per permetre la manipulació electrònica de senyals d'àudio. Aquests es poden processar al centre de molta producció d'àudio, com ara reverberació, Auto-Tune o codificació perceptiva (p. ex. Mp3 o Opus). Alternativament, els algoritmes poden canselar el ressò, o identificar i classificar el contingut d'àudio mitjançant la recuperació d'informació musical o l'empremta digital acústica.

#### Acústica arquitectònica

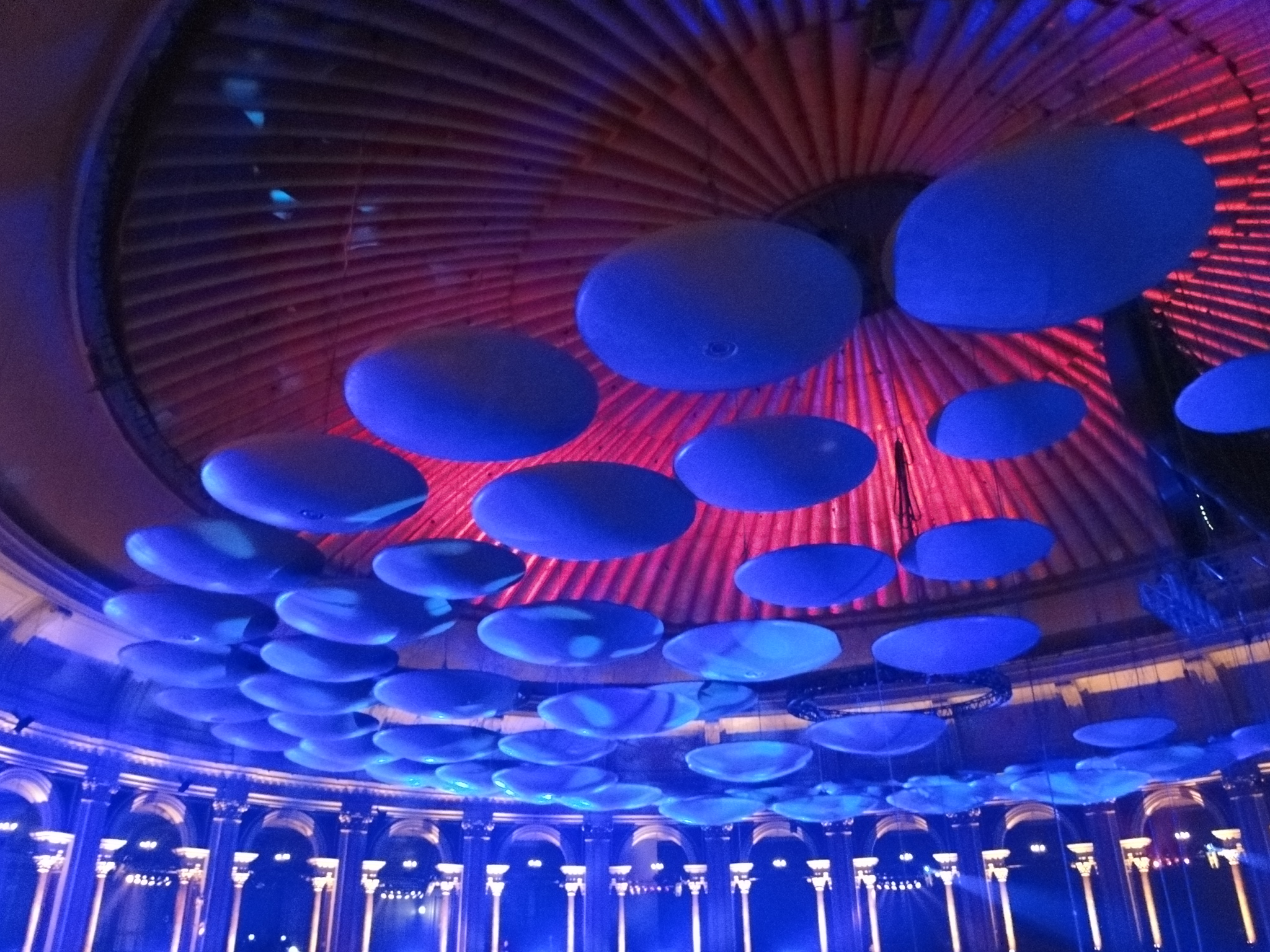
Els bolets difusors acústics que pengen del sostre de Royal Albert Hall

L'acústica arquitectònica és la ciència i l'enginyeria per aconseguir un bon so dins d'una habitació. Per als enginyers d'àudio, l'acústica arquitectònica pot consistir en aconseguir una bona intel·ligibilitat de la parla en un estadi o millorar la qualitat de la música en un teatre. El disseny acústic arquitectònic sol ser realitzat per consultors acústics.

#### Electroacoustics

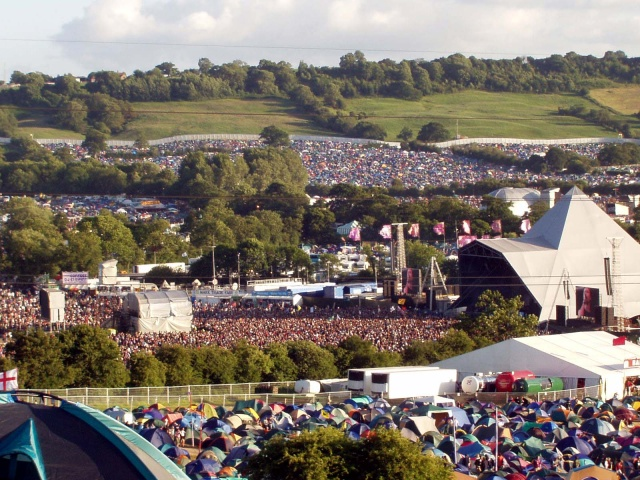
L'Escenari de Piràmide

L'electroacústica es preocupa pel disseny d’auriculars, micròfons, altaveus, sistemes de reproducció de so i tecnologies de gravació. Alguns exemples de dissent electroacoustic inclouen dispositius electrònics portàtils (p. ex. telèfons mòbils, reproductors multimèdia, i tauletes tàctils), sistemes de so en acústica arquitectònica, so envoltant i síntesi de camps d'ones a les sales de cinema i l'àudio del vehicle.

#### Acústica musical
L'acústica musical s'ocupa d'investigar i descriure la ciència de la música. En enginyeria d'àudio, això inclou el disseny d'instruments electrònics com sintetitzadors; la veu humana (la física i laneurofisiologia del cant); modelatge físic d'instruments musicals; acústica de sales de concerts; recuperació d'informació musical; musicoteràpia, i la percepció i cognició de la música.

#### Psicoacústica
La psicoacústica és l'estudi científic de com els humans responen al que senten. Al centre de l'enginyeria de l'àudio hi ha els oients que determinen si un disseny d'àudio té èxit, com ara si una gravació binaural sona immersiva.

#### Parla
La producció, el processament informàtic i la percepció de la parla són una part important de l'enginyeria de l'àudio. Assegurar-se que la parla es transmet de manera intel·ligent, eficient i amb alta qualitat; a les habitacions, a través dels sistemes de megafonia i dels sistemes de telefonia mòbil són àrees d’estudi importants.

## Practicant

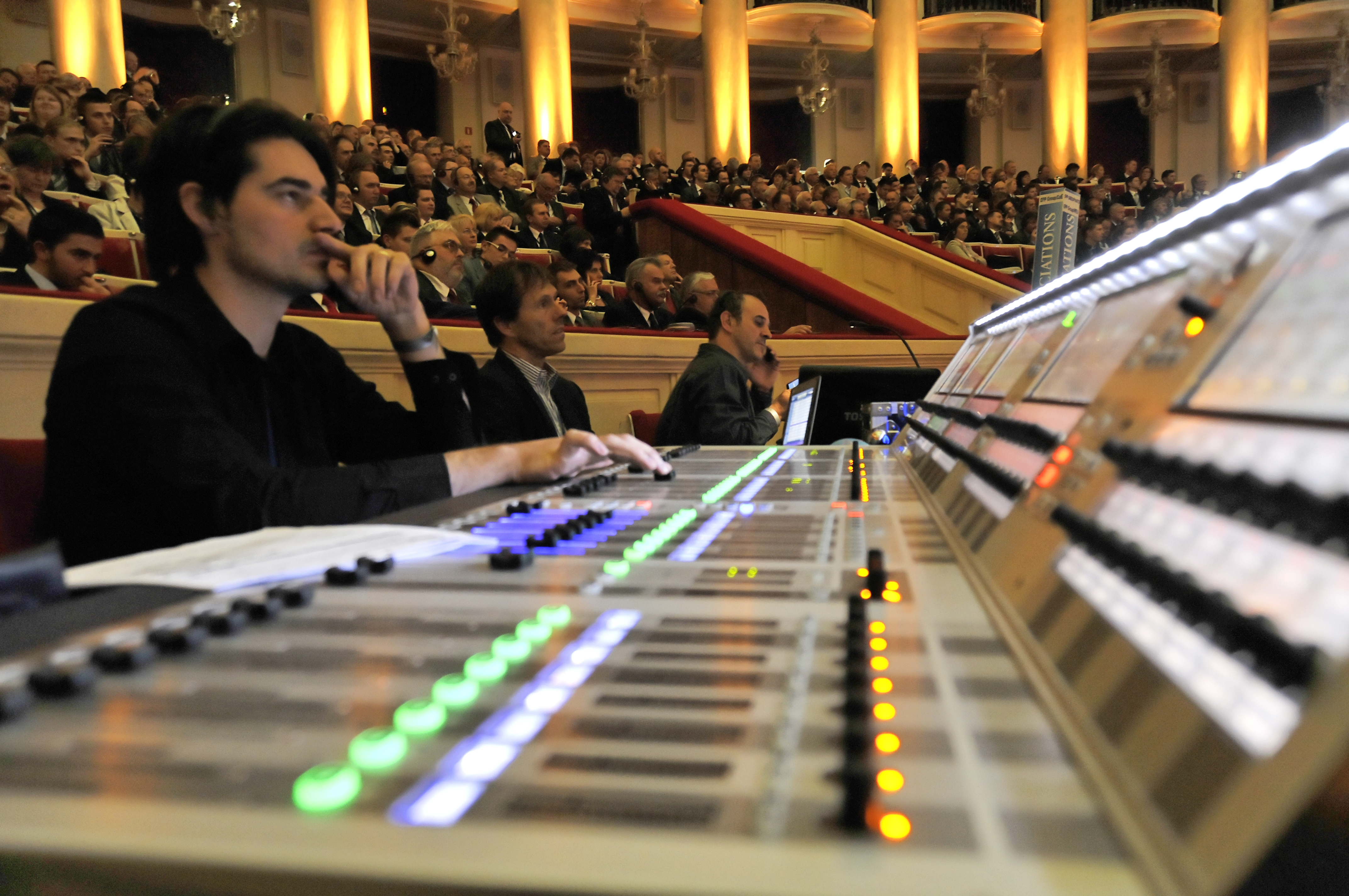
Mescla de so en directe

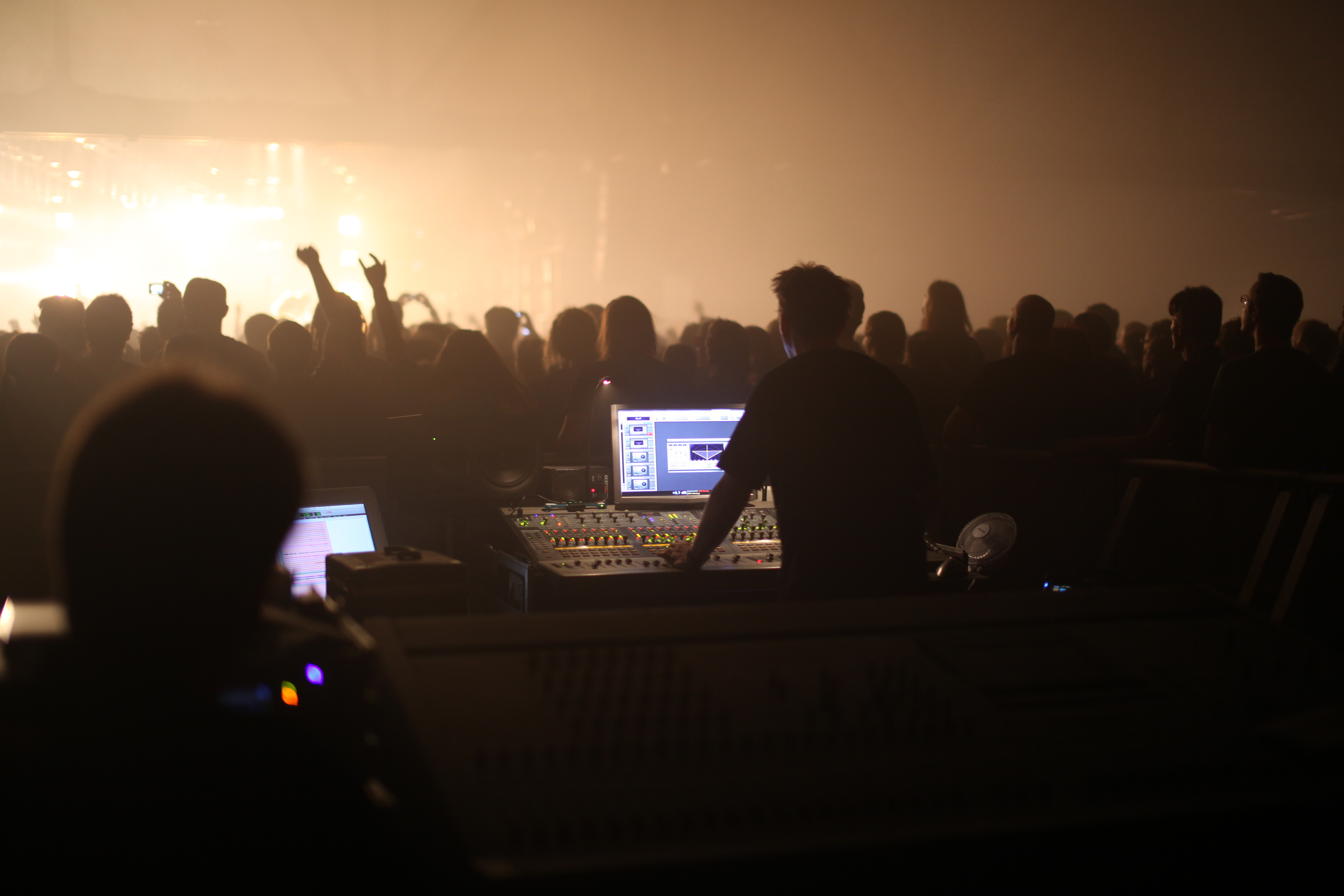

S'utilitzen diversos termes per descriure enginyer d'àudio que instal·len o operen equips degravació de so, reforç de so, o emissió de so, incloses les taules de mescles de format gran i petit. Termes com "tècnic d'àudio", "tècnic de so", "enginyer d'àudio", "tècnic d'àudio", "enginyer de gravació", "mesclador de so", "enginyer de mescles" i "enginyer de so" poden ser ambigus; en funció del context, poden ser sinònims o poden fer referència a diferents rols en la producció d'àudio. Aquests termes es poden referir a una persona que treballa en la producció de so i música; per exemple, un "enginyer de so" o "enginyer de gravació" normalment apareix als crèdits de les gravacions comercials de música (així com en altres produccions que inclouen so, com ara pel·lícules). Aquests títols també poden referir-se a tècnics que mantenen equips d'àudio professionals. Algunes jurisdiccions prohibeixen específicamen l'ús de l'enginyer titular a qualsevol persona que no sigui membre registrat d’un organisme professional de llicències d’enginyeria.
En l'entorn de l'estudi de gravació, un enginyer de so grava, edita, manipula, barreja, o domina el so per mitjans tècnics per realitzar la visió creativa de l'artista i del productor discogràfic. Tot i que normalment s'associa amb producció musical, un enginyer d'àudio s'ocupa del so per una àmplia gamma d'aplicacions, inclosa la postproducció de vídeo i pel·lícules, reforç de so en directe, publicitat, multimèdia, i difusió. En produccions més grans, un enginyer d’àudio és responsable dels aspectes tècnics d’una gravació de so o d’una altra producció d’àudio i treballa juntament amb un productor o director discogràfic, tot i que el paper de l'enginyer també es pot integrar amb el del productor. En produccions i estudis més petits, l'enginyer de so i el productor solen ser la mateixa persona.
En les aplicacions típiques de reforç de so, els enginyers d’àudio sovint assumeixen el paper de productor, prenen decisions artístiques i tècniques i, de vegades, fins i tot prenen decisions de programació i pressupost.
En alemany, el "Tontechniker" (tècnic d'àudio) és qui opera l'equip d'àudio i el "Tonmeister" (mestre de so) és una persona que crea enregistraments o retransmissions de música, que té una formació musical profunda (tant en música clàssica com no). (gèneres clàssics), i que també té un coneixement teòric i pràctic detallat de pràcticament tots els aspectes del so.

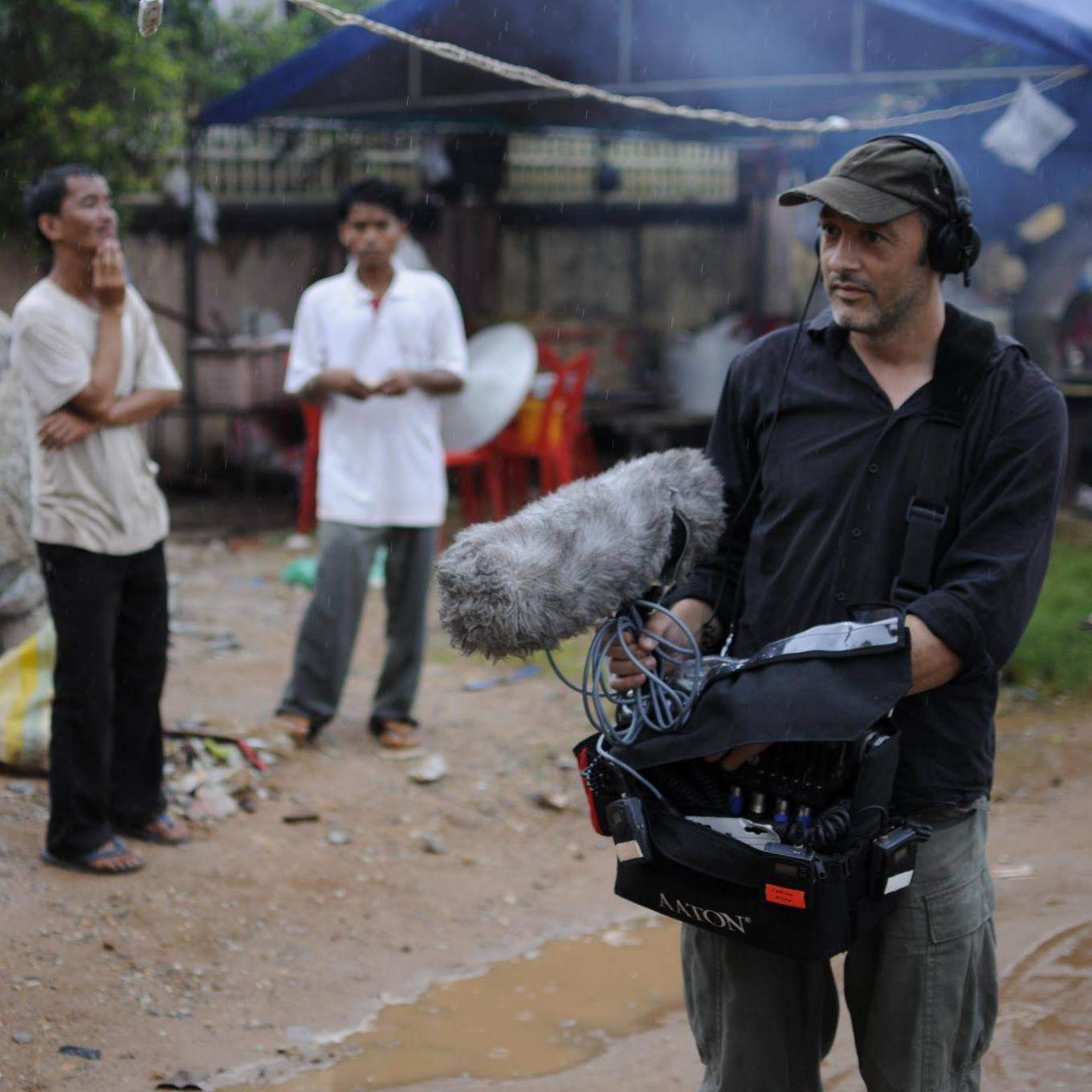
Enginyer d'àudio

### Educació i formació
Els enginyers d’àudio provenen de formació o formació postsecundària en camps com l’àudio, les belles arts, la radiodifusió, la música o l'enginyeria elèctrica. Els instituts i universitats ofereixen formació en enginyeria d’àudio i enregistrament de so. Alguns enginyers d’àudio són autodidactes sense formació formal, però que han assolit habilitats professionals en àudio gràcies a una àmplia experiència laboral.

Els enginyers d’àudio han de tenir un ampli coneixement dels principis i tècniques d’enginyeria d’àudio. Per exemple, han d’entendre com viatgen els senyals d’àudio, quins equips utilitzar i quan, com fer micròfons a diferents instruments i amplificadors, quins micròfons utilitzar i com posicionar-los per obtenir enregistraments de la millor qualitat. A més dels coneixements tècnics, un enginyer d’àudio ha de tenir la capacitat de resoldre problemes ràpidament. Els millors enginyers d’àudio també tenen un alt grau de creativitat que els permet destacar entre els seus companys. A l’àmbit musical, un enginyer d’àudio també ha d’entendre els tipus de sons i tons que s'esperen en els conjunts musicals de diferents gèneres (per exemple, rock i música de pop). Aquest coneixement d’estil musical se sol aprendre a partir d’anys d’experiència escoltant i barrejant música en contextos de gravació o so en directe. Per a l'educació i la formació, hi ha escoles d'enginyeria d'àudio a tot el món. A Amèrica del Nord, les més destacades són la Full Sail University de Winter Park, Florida, Estats Units, i l'OIART (El Ontario Institute of Audio Recording Technology) de Londres, Canadà.

### El paper de les dones
Segons Women's Audio Mission (WAM), una organitzaciósense ànim de lucre amb seu a San Francisco dedicada a l'avenç de les dones en la producció musical i les arts discogràfiques, menys del 5% de les persones que treballen en el camp del so i els mitjans de comunicació són dones. "Només tres dones han estat nominades al millor productor dels britànics o dels Grammys" i cap de les dues va guanyar cap premi. Segons Susan Rogers, enginyera d'àudio i professora a Berklee College of Music, les dones interessades a convertir-se en enginyer d'àudio s'enfronten a "un club de nois o a una mentalitat gremial". El "Music Producers 'Guild" del Regne Unit diu que menys del 4% dels seus membres són dones "i al Liverpool Institute of Performing Arts" ... només el 6% dels estudiants inscrits al seu curs de tecnologia de so són dones ".
Women's Audio Mission es va iniciar el 2003 per abordar la manca de dones en l'àudio professional mitjançant la formació de més de 6.000 dones i nenes en arts de gravació i és l'únic estudi de gravació professional construït i dirigit per dones. Entre els seus treballs de gravació destacats s'inclouen el Kronos Quartet, Angelique Kidjo (guanyadora del Grammy 2014), l'autor Salman Rushdie,la banda sonora nominada a l’Oscar per a “Dirty Wars”, Van-Ahn Vo (els 50 àlbums més destacats del 2013), Grammy -nomenat Quartet de Sant Llorenç i artistes de la música mundial Tanya Tagaq i Wu Man
Una de les primeres dones a produir, dissenyar, organitzar i promocionar música amb el seu propi segell musical de rock and roll va ser Cordell Jackson (1923-2004). Trina Shoemaker és una mescladora, productora discogràfica i enginyera de so que es va convertir en la primera dona a guanyar el premi Grammy al millor àlbum d’enginyeria el 1998 pel seu treball a The Globe Sessions.
Gail Davies Va ser la "...Primera productora femenina de música de country, que va oferir una sèrie de 10 èxits principals dels anys 70 i 80, incloent "Someone is Looking for Someone Like You," "Blue Heartache" i "I'll Be There (If You Ever Want Me)." Quan es va mudar a Nashville el 1976, els homes "... No volien treballar per anuna dona" i li van dir que les dones de la ciutat eren "...encara descalces, embarassades i [cantants] a la cabina vocal." Quan Jonell Polansky va arribar a Nashville el 1994, amb una llicenciatura en enginyeria elèctrica i experiència en enregistrament a la zona de la badia, li van dir "... [tu] ets una dona, i ja en teníem una", una referència a Wendy Waldman. KK Proffitt, un "propietari i enginyer en cap" de l'estudi, afirma que els homes de Nashville no volen tenir dones a la cabina de gravació. En una reunió de la Audio Engineering Society, un productor masculí va dir a Proffitt que "callés" quan va plantejar la qüestió de l'actualització de les tecnologies de gravació d'estudi. Proffitt va dir que troba "... troba el sexisme rampant a la indústria".
Altres dones a destacar:
- Sylvia Robinson, primer productora de música hip-hop
- Susan Rogers, enginyera de Pluja Morada
- Genya Ravan, productora de The Dead Boys 'Young, Loud and Snotty;
- Delia Derbyshire, pionera britànica en electrònica.
- Lari White, coproductora de White Trash With Money de Toby Keith
- Leslie Ann Jones

### Subdisciplines
Hi ha quatre passos diferents per a la producció comercial d’un enregistrament: gravació, edició, mescla i masterització. Normalment, cadascun és realitzat per un enginyer de so especialitzat només en aquesta part de la producció.
- Enginyer d’estudi: enginyer que treballa dins d’un establiment d’estudi, ja sigui amb un productor o independentment.
- Enginyer de gravació: enginyer que grava el so.
- Assistant engineer – often employed in larger studios, allowing them to train to become full-time engineers. They often assist full-time engineers with microphone setups, session breakdowns and in some cases, rough mixes.[18]
- Enginyer de mescles: una persona que crea mescles d’enregistraments de diverses pistes. És habitual enregistrar un disc comercial en un estudi i fer-lo barrejar per diferents enginyers d'altres estudis.
- Mastering Enginyer – la persona que domina les pistes estèreo mixtes finals (o de vegades una sèrie de reproductors d'àudio, que consisteix en una barreja de les seccions principals) que produeix l'enginyer de mescles. L'enginyer de masterització fa els últims ajustos al so general del registre en el pas final abans de la duplicació comercial. Els enginyers dominants utilitzen principis d’equalització, compressió i limitació per afinar el timbre i la dinàmica del so i per aconseguir un enregistrament més fort.
- Dissenyador d'àudio / so: en general, un artista que produeix pistes de so o contingut d'efectes de so per a suports.
- Enginyer de so en directe
  - Enginyer de Front of House (FOH) o A1.[25] - una persona que s'ocupa de reforçar el so en directe. Això sol incloure la planificació i instal·lació d’altaveus, cablejat i equips i barreja de so durant l'espectacle. Això pot incloure o no executar el so de retrocés. Un enginyer de reforç de so / directe escolta el material font i intenta correlacionar aquesta experiència sonora amb el rendiment del sistema.[26]
  - Enginyer de micròfon sense fils o A2. Aquesta posició és responsable dels micròfons sense fils durant una producció teatral, un esdeveniment esportiu o un esdeveniment corporatiu.
  - Enginyer de replegament o monitor: persona que executa so de replegament durant un esdeveniment en directe. El terme "replegament" prové de l'antiga pràctica de "replegar" els senyals d'àudio des de la consola de barreja frontal (FOH) fins a l'escenari perquè els músics puguin escoltar-se mentre actuen. Els enginyers de monitors solen disposar d’un sistema d’àudio separat de l'enginyer FOH i manipulen els senyals d’àudio independentment del que escolta el públic perquè puguin satisfer els requisits de cada intèrpret a l'escenari. Els enginyers de monitors solen utilitzar sistemes intrauriculars, consoles de mescles digitals i analògiques i una gran varietat de caixes d’altaveus. A més, la majoria dels enginyers de monitors han de conèixer els equips sense fils o de radiofreqüència i han de comunicar-se personalment amb els artistes durant cada representació.
  - Enginyer de sistemes – responsable pel disseny setup de sistemes de PA modern, els quals són sovint molt complex. Un enginyer de sistemes és normalment també referit a com a "cap de tripulació" damunt gira i és responsable per l'actuació i dia-a-requisits de feina del dia de la tripulació d'àudio globalment juntament amb el sistema d'àudio del FOH. Això és un so-la posició única concernida amb implementació, no per ser confós amb el camp interdisciplinari d'enginyeria de sistema, el qual típicament requereix un grau universitari.
- Mesclador de gravació – una persona en postproducció que barreja pistes d'àudio per a llargmetratges o programes televisius.

## Equipament

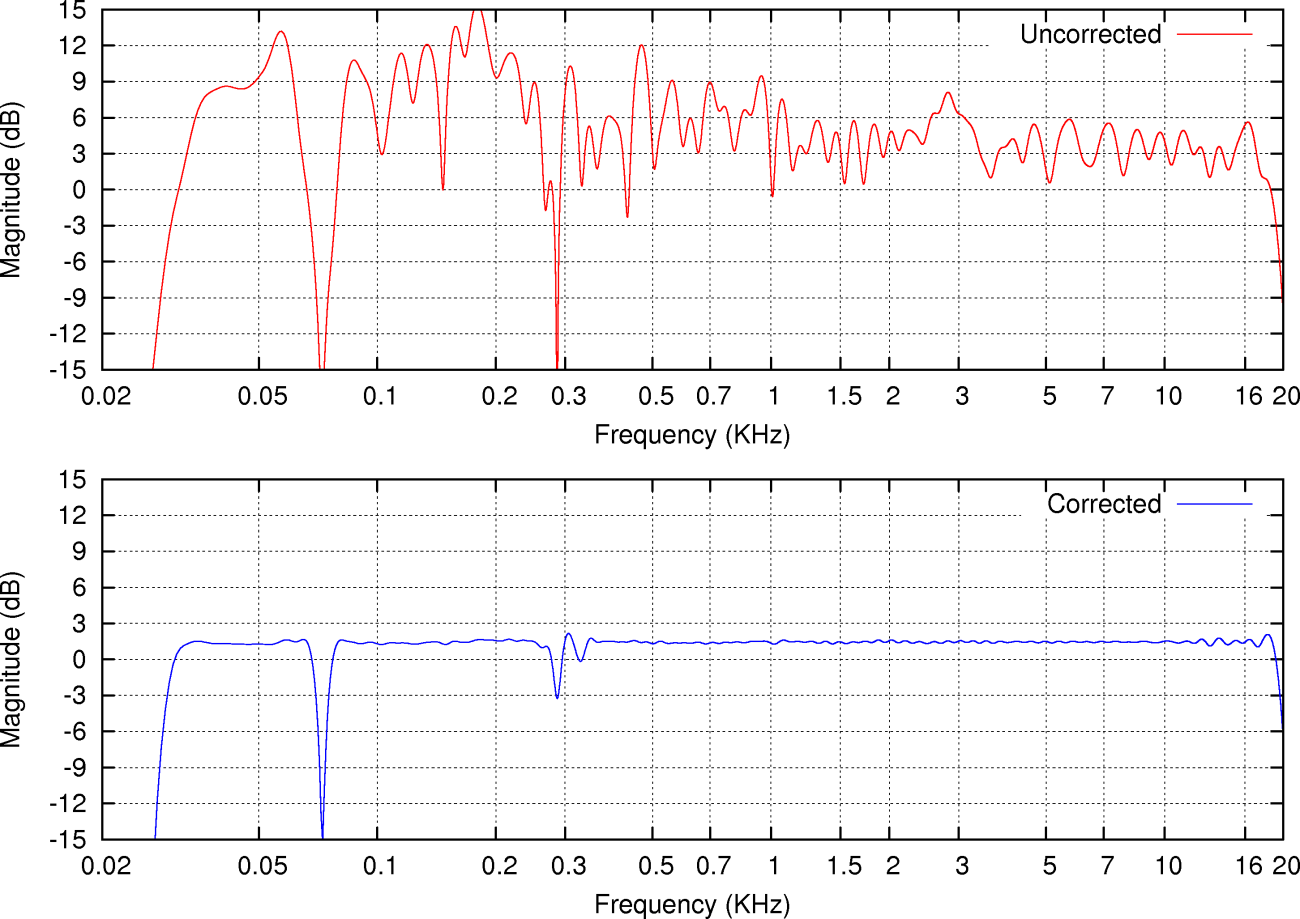
Corregint la resposta de freqüència d'una habitació.

Un enginyer d’àudio és competent amb diferents tipus de suports d’enregistrament, com ara cintes analògiques, gravadores i estacions de treball de múltiples pistes digitals i coneixements informàtics. Amb l'arribada de l'era digital, cada vegada és més important per a l'enginyer d'àudio entendre la integració de programari i maquinari, des de la sincronització fins a les transferències analògiques i digitals. En el seu treball diari, els enginyers d’àudio utilitzen moltes eines, incloses:
- Magnetòfon
- Convertidor analògic-digital
- Convertidor de senyal digital a analògic
- Estació de treball d'àudio digital (DAWs)
- Compressor del rang dinàmic
- Compressió de dades
- Seqüenciadors
- Processadors de senyal
- Micròfons
- Preamplificadors
- Taules de mescles
- Amplificadors
- Altaveus

## Altres
| - Category:Audio engineers - Category:Acoustical engineers - Audio Engineering Society - Institute of Broadcast Sound - Professional Lighting and Sound Association - Acoustical engineering | - Broadcast engineering - Electrical engineering - Audio restoration - Audiography - History of sound recording - Live sound mixing - Professional audio | - Record producer - Recording studio - Sound designer - Sound follower - Sound operator - Sound recording - Tape op |